# Juan Culio
Juan Emmanuel Culio (Mercedes, 30 agosto 1983) è un ex calciatore argentino, di ruolo centrocampista.

## Carriera
Esordisce da professionista tra le file della squadra argentina del Flandria. Dopo brevi e infruttuose parentesi all'Independiente e al Racing Avellaneda, approda ai cileni del Deportes La Serena. Nell'estate del 2007 sbarca in Europa, allorché firma per i romeni del CFR Cluj, con cui vince subito uno scudetto e la coppa nazionale.
Il 16 settembre 2008, nel match di Champions League contro la Roma allo Stadio Olimpico, firma la doppietta con cui il CFR Cluj batte i giallorossi per 2-1, ottenendo così il primo, storico successo del sodalizio romeno nella massima competizione europea.
Il 7 gennaio 2011 passa ai turchi del Galatasaray per due milioni di euro. In agosto viene ceduto in prestito all'Orduspor.

## Palmarès

### Club

#### Competizioni nazionali
- Campionato rumeno: 4

CFR Cluj: 2007-2008, 2009-2010, 2017-2018, 2018-2019
- Coppa di Romania: 3

CFR Cluj: 2007-2008, 2008-2009, 2009-2010
- Supercoppa di Romania: 3

CFR Cluj: 2009, 2010, 2018
- Supercoppa di Turchia: 1

Galatasaray: 2012